# Pedamaran V
Pedamaran V is een bestuurslaag in het regentschap Ogan Komering Ilir van de provincie Zuid-Sumatra, Indonesië. Pedamaran V telt 2538 inwoners (volkstelling 2010).